# Coin Coin Chapter Five: In the Garden…
Coin Coin Chapter Five: In the Garden… ist ein Jazzalbum von Matana Roberts. Die um 2022 in The Bunker, Brooklyn, entstandenen Aufnahmen erschienen am 26. September 2023 auf Constellation Records.

## Hintergrund
Wie bei Matana Roberts üblich handelt es sich um eine unverwechselbare Instrumental- und Gesangs-Klangcollage, die ein Bild eines Aspekts des Lebens afroamerikanischer Menschen in den USA vermittle, schrieb Jon Turney. Diesmal liegt der Fokus auf einer Frau aus Roberts’ Familie, die vor 100 Jahren an den Komplikationen einer illegalen Abtreibung starb. Die Aktualität der Geschichte ist dabei laut London Jazz News schmerzlich offensichtlich.
Die Coin-Coin-Serie von Matana Roberts, deren fünftes Kapitel nun vorliegt, beleuchtet „das lange Ende der afroamerikanischen Geschichte“. In den Werken der in den USA und Europa ansässigen multidisziplinären Künstlerin, Komponistin und Musikerin verschmelzen Klänge und Geschichten miteinander und verwischen die Grenzen zwischen Vergangenheit und Gegenwart, Genres und Disziplinen, schrieb Vanessa Ague. Alte Volkslieder verwandelten sich in abstrakte, expressionistische Melodien und Geschichten, die aus vergangenen Jahren stammen, wirken, als wären sie erst gestern passiert.
Auch wenn man niemals behaupten würde, dass es einfach sei, über Rassismus, Sexismus oder Vorurteile gegenüber der LGBTQIA+-Gemeinschaft zu sprechen, sei es noch schwieriger, das Thema Abtreibung anzusprechen, notierte Richard Allen über Matana Roberts’ Coin-Coin-Projekt. In den vier Jahren seit der Veröffentlichung von Coin Coin Chapter Four: Memphis haben die USA eine schockierende Anzahl von Anti-Abtreibungsgesetzen verabschiedet und damit das gesellschaftspolitische Klima wiederhergestellt, das Roberts’ Ahnin erlebt hatte: sehr wenige Optionen, alle riskant und noch weniger Befürworter. Die religiöse und politische Rechte hat sich stark für die Geburt von Babys eingesetzt, war jedoch viel weniger an Geburtenkontrolle, finanzieller Unterstützung für Mütter in Armut, strengeren Anti-Missbrauchsgesetzen oder sogar Adoption interessiert. Mit Coin Coin Chapter Five: In The Garden greift Roberts das Thema der reproduktiven Rechte auf und zeichnet die Angst, Frustration und Tragödie auf, die von der Geschichte einer Ahnin bis in den gegenwärtigen Moment hinein nachhalle.
Roberts formuliert die Geschichte als eine Reihe von Tagebucheinträgen, die nach und nach das Drama, den Horror und das schreckliche Dilemma offenbaren. Field Recordings, Spirituals und eine Gruppe von Mitwirkenden färben die Szenerie musikalisch ein und fördern die Handlung, so Richard Allen. Wie in den vorherigen Kapiteln werden zwei Refrains eingeführt, die im Laufe des Satzes immer wieder auftauchen. Das erste erscheint auf Französisch, brodelt unter der Oberfläche, bevor es auf Englisch durchbricht: 
„Mein Name ist dein Name, unser Name ist ihr Name; wir erinnern uns, sie vergessen.“
Eingerahmt ist die Geschichte von Musik, gespielt von einem zehnköpfigen Ensemble bestehend aus Kyp Malone, Stuart Bogie, Gitanjali Jain, Darius Jones, Matt Lavelle, Mike Pride, Ryan Sawyer, Cory Smythe und Mazz Swift.

## Titelliste

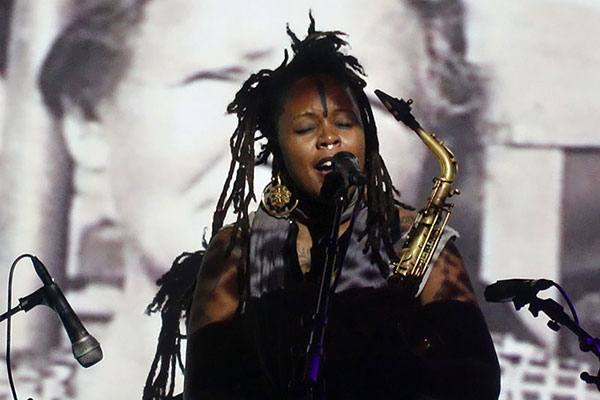
Matana Roberts bei einem Auftritt in Aarhus 2015

- Matana Roberts: Coin Coin Chapter Five: In the Garden… (Constellation Records)[4]

1. We Said
2. Different Rings
3. Unbeknownst
4. Predestined Confessions
5. How Prophetic
6. Caged Dance
7. I Have Long Been Fascinated
8. Enthralled Not By Her Curious Blend
9. No Way Chastened
10. But I Never Heard a Sound So Long
11. The Promise
12. Shake My Bones
13. A(way) Is Not An Option
14. For They Do Not Know
15. Others Each
16. ...Ain't I. ...Your Mystery Is Our History

Die Kompositionen von stammen Matana Roberts.

## Rezeption

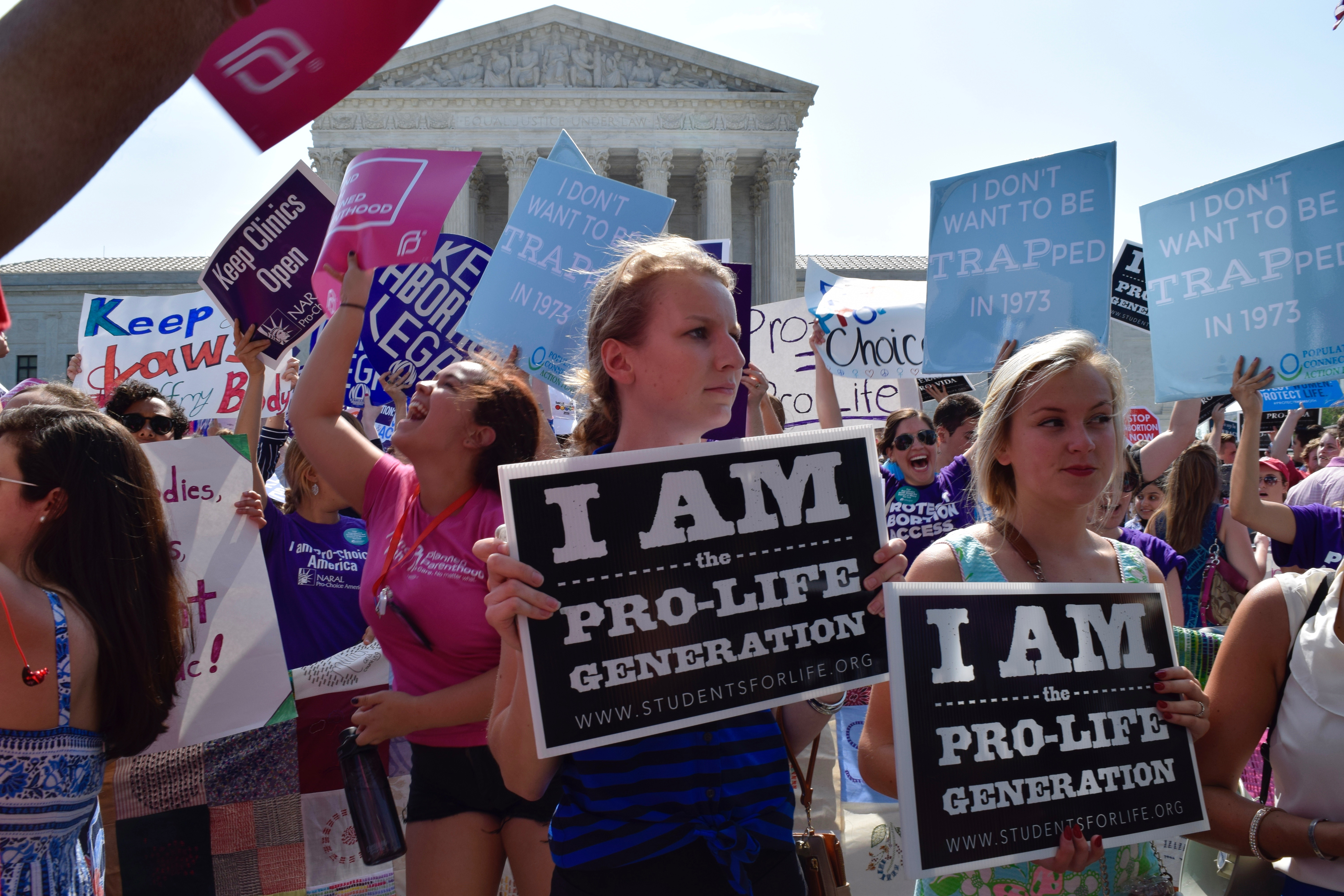
Anti-Abtreibungs-Demonstration beim Prozess Whole Woman's Health vs. Hellerstedt in Washington DC 2026

Das Album wurde von der Jazzkritik uneingeschränkt positiv aufgenommen. „Diese Aufnahmen qualifizieren sich als Ereignis: epische Erzählung, Klangcollage, historisches Dokument, gesellschaftliche Entlarvung, Kunstexperiment, philosophische Träumerei“, lobte Dave Sumner (Daily Bandcamp), – Roberts‘ Coin-Coin-Serie sei mehr als nur eine Sammlung von Alben.
Julian Brimmers, der Coin Coin Chapter Five: In the Garden… für Die Zeit besprach, meinte: Wie auch die anderen Teile von Coin Coin sei es ein „Herausforderung, aber keine Provokation“; letztlich sei es ein „Gesamtkunstwerk“. Die Spoken-Word-Einlagen des Albums funktionierten wie eine Handreichung, die den Kontext auch für die Musikpassagen schaffen würden, „in denen es wirklich free und far out zugeht“. Dort würde das von Roberts neu zusammengestellte Ensemble, bestehend aus Musikern unterschiedlicher Genres, die gesamte Palette seines Improvisationstalents einsetzen. Eingerahmt werde das Album von Klangcollagen, deren Fundament ein Knäuel geflüsterter Stimmen bilde, eine Art Grundrauschen aus Mantras und Meinungen. Den Boomer- und Männerbünden, die auch im Jazz und der Avantgardemusik allgegenwärtig seien, stehe dieses Album gegenüber wie ein Monolith: „hoch ambitioniert und tief berührend.“
Matana Roberts arbeitet nun seit zwölf Jahren am Coin-Coin-Projekt, einem der kulturell bedeutendsten Musikwerke des Jahrhunderts, urteilte Richard Allen (A Closer Listen). Mit Chapter Five verblüffe die Künstlerin weiterhin; es sei kühn, konfrontativ, erschütternd, hypnotisierend, hinreißend und möglicherweise transformierend. Man könne es als Horrorgeschichte, als warnende Erzählung, als Herausforderung patriarchaler Ansichten oder als beides lesen. Das komplette Album sei eine Warnung. Die [schlechten] Zeiten kehrten zurück; Frauen würden ihrer Menschlichkeit beraubt, aus dem Kontext entfernt und auf Gesprächsthemen, Karikaturen und Plakate reduziert. Das Coin Coin-Projekt würde Annahmen in Frage stellen und sage: „Glauben Sie nicht immer an die Erzählung, die Ihnen beigebracht wurde“.
Die Ungewissheit, die diesen fünf Kapiteln im fortlaufenden Projekt der Chicagoer Experimentatorin zugrunde liege, würde nicht die Einzigartigkeit der kompositorischen Stimme ihrer Autorin beeinträchtigen, findet Vanessa Ague (The Quietus). Der Erfolg der Coin-Coin-Serie liege in ihrer Fähigkeit, ihre Elemente zu verschmelzen und das feurige Auf und Ab der Schallwellen eine Geschichte erzählen zu lassen, die genauso gut sei wie die Worte von Roberts. Die Platte greife auf den Ensemble-Sound früherer Coin-Coin-Alben wie Chapter Four aus dem Jahr 2019 zurück und lasse den Klang einer frenetischen Violine mit ausgeblähtem Saxophon, drängendem Schlagzeug und meditativem Pianospiel verschmelzen. Aber mit diesem Kapitel nehme Roberts’ Musik eine grüblerischere und ängstlichere Stimmung an, vermittle ein Gefühl des Unbekannten.
Es gebe [die Darstellung von] Schmerz in der filmischen Klanglandschaft, die Roberts in 16 zusammenhängenden Episoden akribisch aufbaue, aber auch einen Gefühlsteppich, der ein turbulentes Leben vor seinem vorzeitigen Ende anatomisiert und feiere, schrieb Jon Turney (London Jazz News). Es gebe hier gesungene Passagen, Sprachfetzen, die immer wieder in Hörweite geraten, und wiederholte Beschwörungen, die emotionale Kraft gewinnen, während die Geschichte ihrem ernsten Ende entgegengehe. Es fühle sich an, als gäbe es dieses Mal mehr von Roberts’ eigener Gesangsexposition, die Erzählung sei immer noch fragmentiert, aber vielleicht etwas geradliniger als bisher und deshalb nicht weniger fesselnd. Die Stimmen werden durch geschichtete Bläser ausgeglichen, die manchmal frei spielen, manchmal auf einfache Figuren beschränkt sind und sich gelegentlich mit einem Jazz-Solo ablösen. Außer, wenn das Free-Jazz-Ensemble zu einem A-capella-Chor oder einem klatschenden Refrain wird, was ihnen ebenso souverän gelinge. Es gebe auch rein instrumentale Episoden, in denen sie wie ein erfahrenes Ensemble klängen, das orchestriert konzipierte kollektive Improvisationen spiele.